# Землетрясения около Росарито (2010)
Землетрясения около Росарито 2010 года — ряд мощных землетрясений магнитудой до 4,4, произошедших в 2010 году у западного побережья Мексики, неподалёку от Росарито.
Первое из них, магнитудой 4,4 произошло 1 февраля 2010 года в 14:19:47 (UTC) в 56 километрах к юго-западу от Росарито. Гипоцентр землетрясения располагался на глубине 5,8 километров. Землетрясение ощущалось в Тихуане, Росарито, Манеадеро, Примо Тапия, Текате. Землетрясение ощущалось также в населённых пунктах США: Империал-Бич, Сан-Диего, Спринг-Вэлли, Ориндж.
В результате землетрясения сообщений о жертвах и разрушениях не поступало.

## Повторные землетрясения

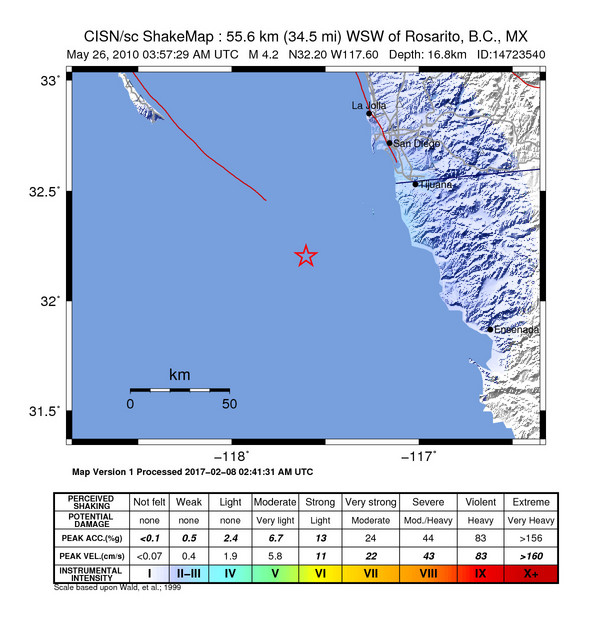
Карта подземных толчков 26 мая 2010 года

26 мая 2010 года в 03:57:29 (UTC) в этом же регионе произошло землетрясение магнитудой 4,2. Эпицентр землетрясения находился в 56 км к западу-юго-западу от Росарито. Гипоцентр землетрясения располагался на глубине 16,8 км.
Землетрясение ощущалось в населённых пунктах и регионах Мексики: Тихуана, Росарито, Примо Тапия, Текате. Подземные толчки ощущались также в населённых пунктах США: Эль-Кахон, Сан-Диего, Ориндж и западной части округа Сан-Диего.
В результате землетрясения сообщений о жертвах и разрушениях не поступало.

## Тектонические условия региона
Землетрясение произошло в непосредственной близости от морского разлома Сан-Исидро, который является южным продолжением разлома Сан-Клементе. Эти и другие северо-западные разломы являются частью широкой границы, вдоль которой происходит взаимодействие между Северо-Американской и Тихоокеанской плитами.